# 珀爾斯科夫鄉
45°17′N 26°33′E / 45.283°N 26.550°E
珀爾斯科夫鄉（羅馬尼亞語：Comuna Pârscov, Buzău），是羅馬尼亞的鄉份，位於該國東南部，由布澤烏縣負責管轄，面積68平方公里，海拔高度182米，2007年人口6,098，人口密度每平方公里89人。